# Imsee (Gemeinde Palting)
Imsee ist ein Weiler und eine Ortschaft in der Gemeinde Palting im Bezirk Braunau am Inn in Oberösterreich. Am 31. Oktober 2011 hatte Imsee 10 Einwohner, am 1. Jänner 2024 waren es 16 Einwohner.

## Lage und Verkehrsanbindung
Imsee liegt nördlich des Kernortes Palting an der Landesstraße L 505. Westlich fließt die Mattig.

## Sehenswürdigkeiten
Unweit nordöstlich von Imsee liegt das Naturschutzgebiet Imsee.